# 3º Fronte bielorusso
Il 3° Fronte bielorusso fu un grande raggruppamento strategico dell'Armata Rossa sovietica, costituito nell'ultimo periodo della seconda guerra mondiale sul Fronte orientale. Il Fronte, nella terminologia tradizionale russa e sovietica, era equivalente ad un gruppo d'armate degli eserciti occidentali.
Una parte dei reparti del 3° Fronte bielorusso e i suoi quadri di comando provenivano dal Fronte Occidentale, il gruppo d'armate che aveva combattuto la battaglia di Mosca e le successive, aspre battaglie nel settore tra Ržev e Orël.

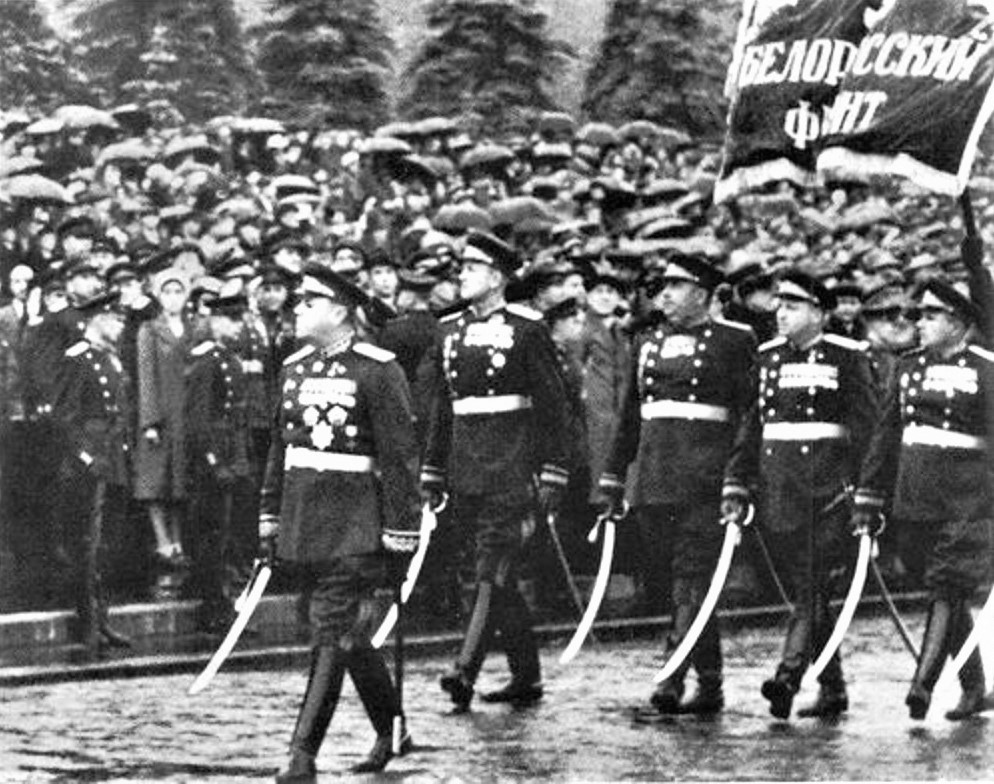
Il maresciallo Aleksandr Vasilevskij guida la sfilata degli ufficiali del 3° Fronte bielorusso durante la Parata della vittoria di Mosca del 1945.

Il 3º Fronte bielorusso venne costituito dallo Stavka nella primavera del 1944 nel quadro del vasto programma di riorganizzazione e potenziamento dell'Armata Rossa in vista dell'imminente offensiva generale estiva; il nuovo Fronte venne affidato al comando del giovane e abile generale Ivan Danilovič Černjachovskij e potenziato con l'afflusso di importanti riserve corazzate, tra cui la famosa 5ª Armata corazzata delle guardie. Le armate del generale Černjachovskij parteciparono con un ruolo fondamentale all'operazione Bagration a partire dal 22 giugno 1944: sfondarono le linee tedesche a Vicebsk e quindi avanzarono rapidamente verso Minsk che venne raggiunta dai carri armati il 3 luglio. Nella capitale bielorussa erano in arrivo da sud anche le forze mobili del 1º Fronte bielorusso che si congiunsero con i reparti del generale Černjachovskij chiudendo in una grande sacca quasi l'intero Gruppo d'armate Centro tedesco che venne totalmente distrutto.
Dopo la brillante vittoria le armate del 3º Fronte bielorusso avanzarono rapidamente verso ovest sfruttando l'ampio varco aperto nello schieramento tedesco e raggiunsero nella seconda settimana di luglio il confine con la Lituania. Vilnius venne liberata il 13 luglio dopo una dura battaglia; dopo avere attraversato il fiume Niemen, i sovietici proseguirono su ampio fronte e raggiunsero e conquistarono Kaunas nella notte del 31 luglio. Dopo una nuova avanzata, il 17 agosto 1944 i soldati del 3º Fronte bielorusso furono i primi a mettere piede in territorio tedesco, attraversando il confine della Prussia orientale. La resistenza tedesca sul territorio nazionale e nella regione baltica tuttavia si stava rapidamente consolidando e il primo tentativo del generale Černjachovskij di fare irruzione in Prussia orientale venne duramente respinto a ottobre 1944 nella regione di Gumbinnen.
Dopo una pausa di alcuni mesi per riorganizzare lo schieramento e riequipaggiare le formazioni, il 3º Fronte bielorusso tornò in combattimento nel gennaio 1945 nel quadro della grande offensiva generale sovietica Vistola-Oder; le armate del generale Černjachovskij attaccarono la Prussia orientale da est in collaborazione con le forze del 2º Fronte bielorusso del maresciallo Konstantin Rokossovskij che avanzavano da sud. La manovra a tenaglia fu particolarmente difficoltosa per le asperità del terreno boscoso e paludoso e soprattutto per l'accanita resistenza delle numerose divisioni tedesche schierate in questo settore. Le truppe sovietiche avanzarono lentamente a prezzo di pesanti perdite di fronte alle munite fortificazioni nemiche; il 18 febbraio 1945 lo stesso generale Černjachovskij venne mortalmente ferito e fu sostituito dal maresciallo Aleksandr Vasilevskij in persona che, dopo aver rinforzato il suo schieramento e aver ricevuto grandi quantità di artiglieria e aerei, riprese l'offensiva a marzo per schiacciare le truppe tedesche accerchiate in Prussia orientale. Dopo estenuanti combattimenti, il 9 aprile finalmente cadde Königsberg e dopo pochi giorni si arresero anche gli ultimi reparti tedeschi nella penisola di Samland ponendo fine all'impegno bellico del Fronte, ma le perdite di uomini ed equipaggiamenti sovietici furono ingenti.
Dopo la fine della guerra il 3º Fronte bielorusso, passato al comando del generale Ovanes Chačaturovič Bagramjan, venne ufficialmente sciolto nell'agosto 1945 e i suoi quadri di comando furono trasferiti nel Distretto militare di Baranavičy.

## Comandanti in capo del 3º Fronte bielorusso
| # | Nome                              | Immagine | Inizio           | Termine          | Note                                                          |
| - | --------------------------------- | -------- | ---------------- | ---------------- | ------------------------------------------------------------- |
| 1 | Ivan Danilovič Černjachovskij     |          | 24 aprile 1944   | 18 febbraio 1944 | Mortalmente ferito in azione                                  |
| 2 | Aleksandr Michajlovič Vasilevskij |          | 18 febbraio 1945 | 26 aprile 1945   | Assegnato alla pianificazione della guerra contro il Giappone |
| 3 | Ovanes Chačaturovič Bagramjan     |          | 26 aprile 1945   | 9 luglio 1945    | Assume il comando del Distretto militare del Baltico          |

## Ordine di battaglia nella battaglia finale in Prussia orientale 1945
Fonte
- Quartier generale
- 5ª Armata corazzata delle guardie
- 2ª Armata delle guardie
- 11ª Armata delle guardie
- 5ª Armata
- 31ª Armata
- 39ª Armata
- 43ª Armata
- 50ª Armata
  -  2º Corpo corazzato delle guardie
  -  1º Corpo corazzato

## Effettivi nella battaglia finale in Prussia Orientale
| Consistenza organica del 3° Fronte bielorusso durante la battaglia finale della Prussia orientale         |
| Personale ufficiali e soldati: 411.000                                                                    |
| Mezzi di trasporto autocarri: dato non disponibile                                                        |
| Armamento carri armati e cannoni semoventi: 862 pezzi d'artiglieria: 10.400 aerei da combattimento: 2.444 |